# Methods-time measurement
MTM, förkortning för Methods-time measurement, Metod-Tid Mätning är en managementmetod för att optimera tidsåtgången för en bestämd arbetsuppgift, inom alla verksamheter där manuellt arbete görs, genom att bryta ner uppgiften i nödvändiga optimerade rörelser och bestämma tidsåtgången, förutbestämda tider, för varje optimerad rörelse.
Den totala tiden för den samlade mängden optimala rörelser som behövs för att slutföra en arbetsuppgift benämns då standardtiden och är den tid en väl utbildad och erfaren arbetare behöver för att slutföra arbetsuppgiften. Standardtider enligt MTM ger enligt teorin pålitlig information om arbetares effektivitet och förväntad produktionskapacitet över en bestämd tids cykel. Standardtid plus fördelningstider ger en NORMTID.
MTM publicerades 1948 i USA och vann snabbt spridning i flera länder, bland annat Sverige. MTM-föreningen i Norden sammanhåller och bevakar korrekt användning av tidsstudier. I Norden är SAM-analys den mest använda system, som är en förenklad version av ursprungliga MTM-systemen. Till MTM-föreningen i Norden är 35 företag (bland andra Scania, Volvo, Lernia) anslutna. Totalt torde cirka 100 svenska tillverkande företag använda SAM-analys som mätmetod. Utanför den tillverkande industrisektorn finns sjukvårdssektorn och transportsektorn som viktiga tillämpningsområden för tidsstudier. Även trafiksäkerhetsforskningen har användning för SAM-analys. (Människa-Maskin-Material-Metod, Interaktion inklusive Förare-Fordon-Interaktion).
SAM eller Sekvensbaserad Aktivitets- och Metodanalys och är en vidareutveckling av MTM och presenterades 1982 med en revidering 1995.